# Genève (bateau)
Pour les articles homonymes, voir Genève (homonymie).
Le Genève est un bateau à vapeur à roues à aubes de croisière de 1896, de la Compagnie générale de navigation sur le lac Léman. Ce bateau musée-bar-restaurant est désarmé et amarré depuis 1974 au quai des Eaux-Vives du lac Léman à Genève. Géré par l'Association des amis des bateaux à vapeur du Léman, il est le plus ancien bateaux à vapeur en Suisse encore existant de la Belle Époque.

## Historique

### LeXIXesiècle

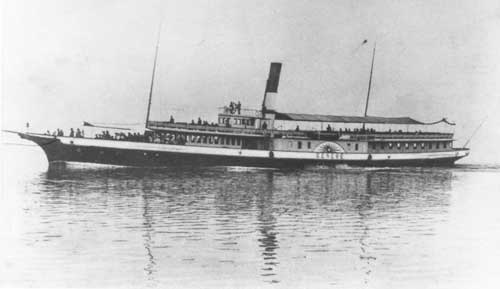
Le Genève en 1896

Le Genève est construit en 1896 par Sulzer Frères de Winterthour, pour la Compagnie générale de navigation sur le lac Léman (CGN). Il est lancé avec succès sur le Léman pour des croisières de la Belle Époque,, à l’occasion de l’exposition nationale suisse de Genève de 1896, suivi d'une flotte d'une vingtaine d'autres navires similaires.
Il est filmé sur le port d'Évian cette même année par les frères Lumière, en noir et blanc muet, un des premiers films du Léman,.
Le 10 septembre 1898, le bateau est le théâtre d'un événement tragique international impliquant l'impératrice Élisabeth d'Autriche dite « Sissi ». Elle est agressée sur le quai, frappée avec un poinçon par Luigi Lucheni, un anarchiste italien. Elle pense être seulement légèrement blessée et monte sur le Genève à destination de la commune Territet de Montreux. Mais le bateau doit revenir précipitamment et Sissi meurt peu après des suites de ses blessures à l’hôtel Beau-Rivage où on l'a transportée.

### LeXXesiècle

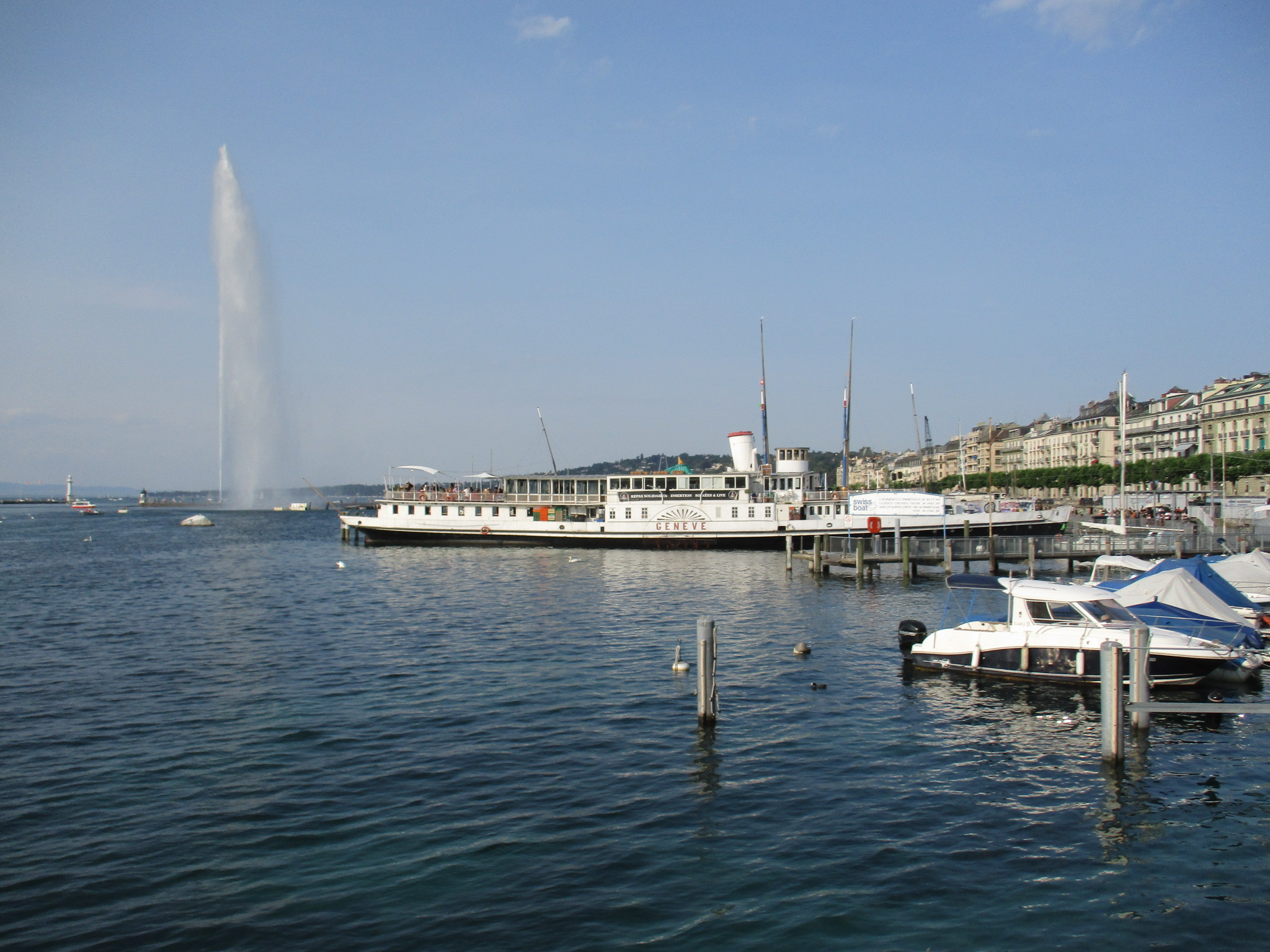

Le 3 mai 1928, il entre accidentellement en collision avec le Rhône près de Pully. L'ancre de bâbord du Genève s'accroche aux cordages sous le beaupré du Rhône, le beaupré se brise avec la figure de proue et entraîne le haut du mât avant, causant le décès d'une passagère dans sa chute.
Le bateau est rénové en 1934, et ses machines à vapeur sont remplacées par des moteurs diesel-électriques. Premier navire de la flotte CGN à être ainsi converti, cette modification lui fait perdre un peu de capacité de passagers. 
Le Genève est mis hors service par la CGN en 1973. Il est sauvé de la démolition par son rachat par l'Association pour le bateau Genève en 1974 pour la somme de 75 000 francs suisses, et amarré depuis au quai marchand des Eaux-Vives en tant que navire musée-bar-restaurant. Cette association privée à caractère social a pour but d'accueillir des personnes adultes se trouvant en situation de précarité. En plus de cette mission sociale, l'association a entrepris la préservation du Genève, par un long et patient travail de rénovation. 

### LeXXIesiècle
Amarré sur les quais du port de Genève, un permis de navigation est délivré en mars 2002, qui précise que le bateau « n'est pas autorisé à naviguer ». Il est actuellement utilisé comme bar-restaurant au quai Gustave-Ador du Lac Léman à Genève.

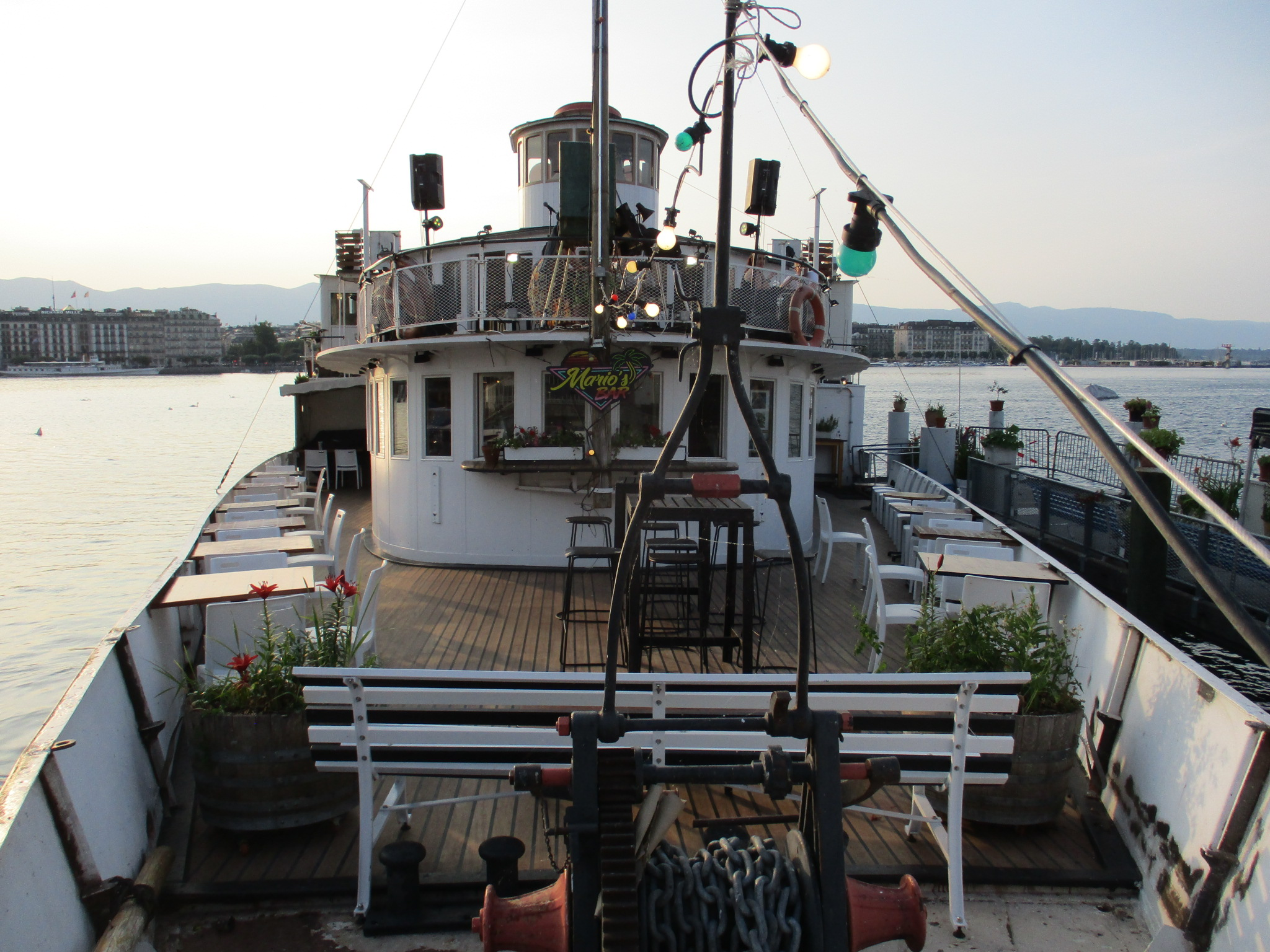
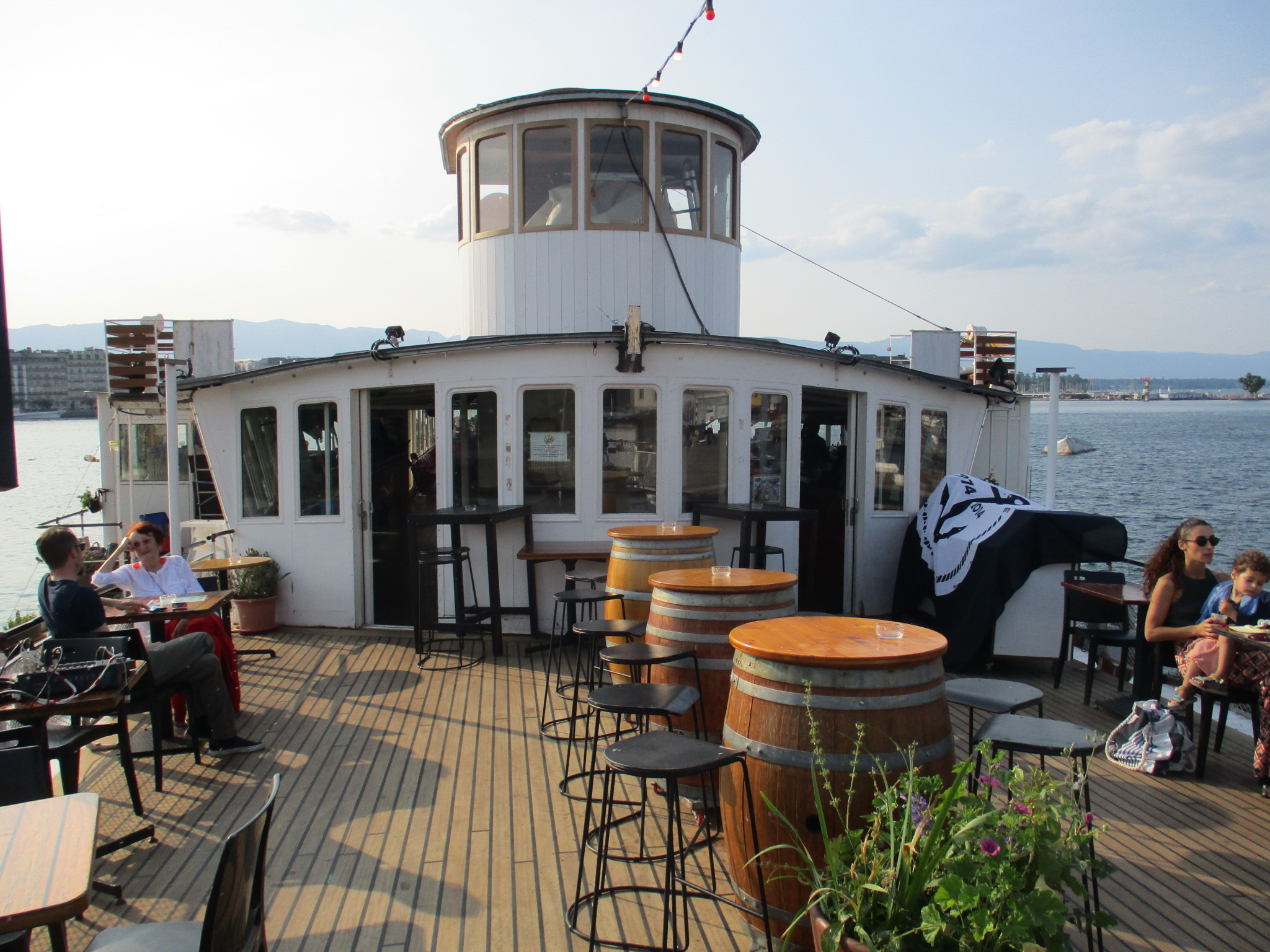
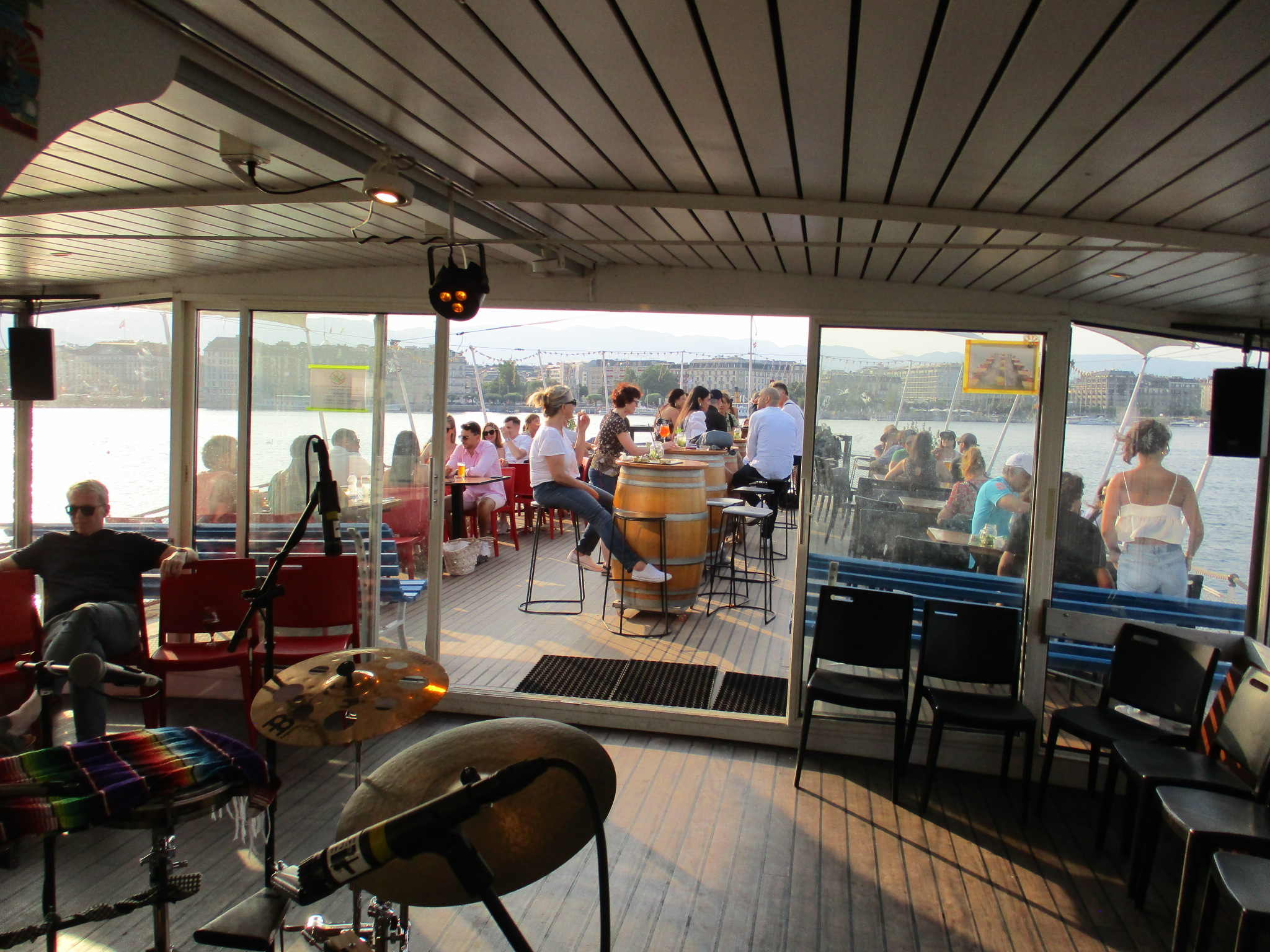
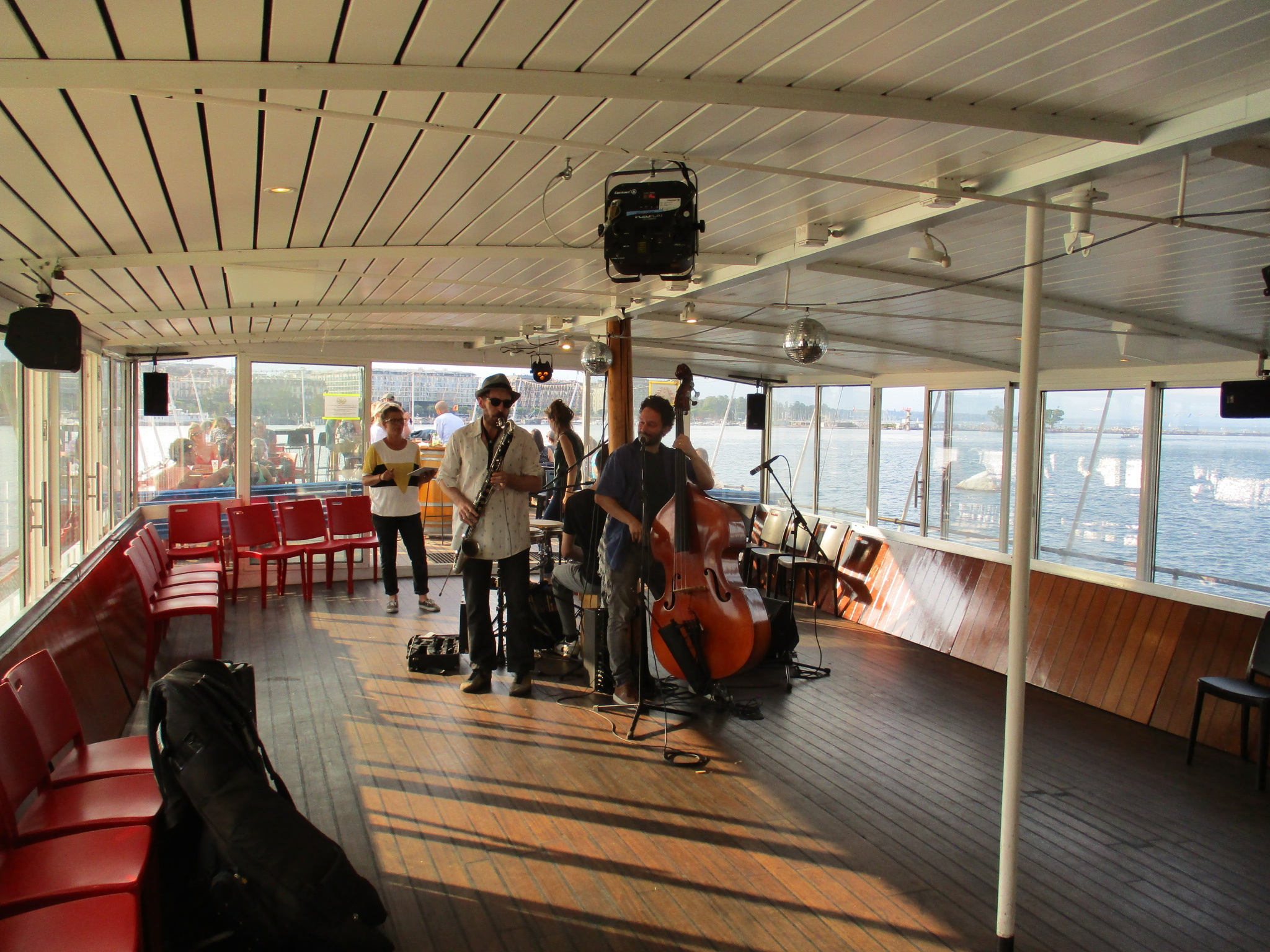
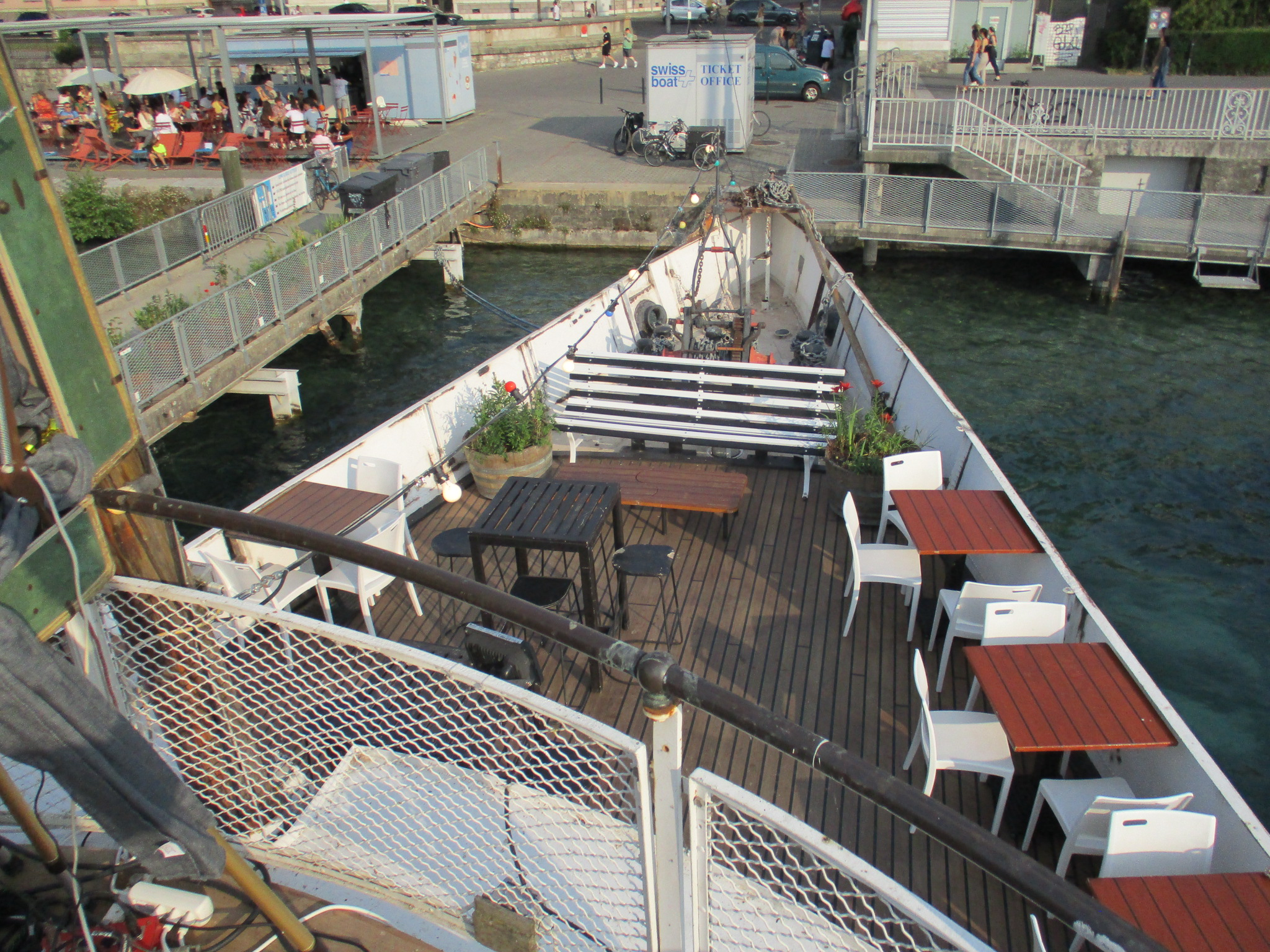

Une vedette rapide de la CGN est inaugurée le 31 octobre 2007, nommée du même nom Genève (rénovée à Lausanne en 2013),.
Depuis janvier 2018, un chantier vise à réduire l'empreinte écologique du navire tout en en améliorant le confort, en renforçant l'isolation, et modifiant les systèmes de chauffage et de ventilation. Ce projet a fait l'objet d'un financement participatif via la plateforme « Impact » des SIG.
Une flotte de 8 navires similaires « Belle Époque » de la CGN, classés aux monuments historiques, assurent encore à ce jour des croisières sur le Leman,.

## Sources
- Association pour le Bateau Genève – Voir en particulier les pages Historique et  Caractéristiques du bateau
- Association des amis des bateaux à vapeur du Léman (ABVL)
- Jacques Christinat, Bateaux du Léman : deux siècles de navigation, Cabédita, 2003.  (ISBN 2-88295-061-6)